# Lancia bilineatella
Lancia bilineatella là một loài bướm đêm trong họ Crambidae.